# Anna Dostoiévskaia
Anna Grigórievna Dostoiévskaia, rus: А́нна Григо́рьевна Достое́вская (en rus, Анна Григорьевна Достоевская) (Sant Petersburg, Imperi Rus, 11 de setembre de 1846-Ialta, Crimea, 9 de juny de 1918) va ser memorialista, taquígrafa, editora de l'herència creativa de Fiódor Dostoievski i bibliògrafa russa. Segona esposa de F. Dostoievski des de 1867 i mare dels seus fills Sofia, Liubov, Teodor i Aleksis. Coneguda com una de les primeres filatelistes de Rússia.

## Biografia

### Primers anys
Anna Dostoievskaia (de soltera Snitkina) va néixer a Sant Petersburg, era la segona filla d'una família de senzills funcionaris, Maria Anna i Grigory Ivànovitx Snitkin. La família va tenir tres fills (Maria, Anna i Ivan). Anna es va graduar en l'escola secundària amb honors acadèmics i posteriorment es va formar com a taquígrafa.
El pare, Grigori Ivánovich Snitkine (1799-1866), natural d'Ucraïna, estava molt interessat en la literatura i el teatre, gran lector de Dostoievski. La mare era finlandesa. La infància de la jove Anna va estar bressolada per les històries de Dostoievski.

### Matrimoni
Per haver-hi seguit cursos de taquigrafia, el 4 d'octubre de 1866, Anna Snitkina va començar a treballar com a mecanògrafa en la novel·la de Fiódor Dostoievski, El jugador. Al novembre Dostoievski li va proposar matrimoni.
Com descriu en les Memòries, Dostoievski va compartir amb Anna la trama d'una nova novel·la imaginària, com si necessités el seu consell sobre psicologia femenina. En la seva història, un vell pintor va fer una proposta a una noia jove que es deia Ania. Dostoievski va preguntar si era possible que una noia tan jove i diferent en personalitat pogués enamorar-se del pintor. Anna va contestar que era molt possible. Després li va dir a Anna: "Posi's en el seu lloc per un moment, imagini's que sóc el pintor, que li confessés el meu amor a vostè i li demanés que fos la meva esposa, què hi respondria vostè?" Anna va dir: "Respondria: "T'estimo i t'estimaré sempre".
El 15 de febrer de 1867 es van casar. Dos mesos més tard se'n van anar a l'estranger, on Dostoievski i Anna van estar durant més de quatre anys (fins a juliol de 1871). Poc abans de la seva partida dos dels creditors de Dostoievski havien presentat càrrecs contra ell.
Durant una parada a Baden-Baden, Dostoievski va perdre tots els diners jugant a la ruleta, així com la roba i les pertinences de la seva esposa. En aquest moment Anna va començar a escriure un diari. Durant gairebé un any van viure a Ginebra. Dostoievski va treballar molt intensament per recuperar la seva fortuna. El 22 de febrer 1868 va néixer la seva primera filla, Sofia, que va morir el 24 de maig a l'edat de tres mesos. El 1869, a Dresden, va néixer la seva segona filla, anomenada Liubov (va morir el 1926). Al seu retorn a Sant Petersburg Anna va donar a llum a dos fills: Fiódor (16 de juliol 1871 a 1922) i Aleksei (10 agost 1875 a 16 maig 1878). Anna es va fer càrrec de totes les qüestions financeres, incloses les qüestions editorials i negociacions, i aviat va alliberar el seu marit del deute. El 1871, Dostoievski va renunciar als jocs d'atzar.
L'any de la mort de Dostoievski (1881) Anna va complir 35 anys. Ella mai es va tornar a casar. Després de la mort del seu marit ella va recollir els seus manuscrits, cartes, documents i fotografies. El 1906 es va crear una sala dedicada a Fiódor Dostoievski al Museu Històric de Moscou. El manuscrit de les Memòries d'Anna Dostoievskaia es guarda a la Biblioteca de l'Estat Rus i consta de 792 fulls grans copiats a mà per la seva autora.
Anna va morir a Ialta el 1918. Després de 50 anys, el 1968, les seves restes van ser traslladades al monestir d'Alexandre Nevski i va ser enterrada prop de la tomba del seu marit.

## Editora
Anna es va convertir en editora i distribuïdora dels llibres del seu marit, amb la intenció de dirigir la nau econòmica de la família. Va ser molt eficient la seva lluita amb els editors que fins llavors havien imposat condicions poc avantatjoses a l'escriptor.
L'activitat editorial, sota el control d'Anna, va començar de manera brillant i va aconseguir vendre 3.000 còpies d'Els dimonis en un any.

## Filatèlia
La seva col·lecció de segells, la va començar el 1867 estant a Dresden. Va començar, com s'explica en les Memòries d'Anna Dostoievskaia, amb una disputa entre Anna i Fiódor Dostoievski, que va fer alguns comentaris crítics sobre la inconstància femenina. A Anna li va molestar que el seu marit no tingués prou confiança que les dones de la seva generació fossin capaces de persistència o de dedicació a res. Li va dir al seu marit que li demostraria que estava equivocat i mostraria que una dona pot perseguir un objectiu durant molts anys. Ella va decidir col·leccionar segells i va ampliar la seva col·lecció durant tota la seva vida. Segons les Memòries, ella no va comprar un sol segell. Tots van ser, o bé els seus propis descobriments o donacions d'amics. Es desconeix el parador d'aquesta col·lecció.